# صحراء (فلم 1983)
صحراء (بالإنجليزية: Sahara) فيلم مغامرات دارما أمريكي بريطاني إنتاج عام 1983 من إخراج اندرو فيكتور ماكلوغلين بطولة بروك شيلدز , لامبرت ويلسون , هورست بوتشولز، جون رايز-ديفيس وجون ميلز، تدور أحداثا الفيلم حول فتاة عازمة على الفوز بمسابقة بدلاً من والدها الراحل وتتنكر في مظهر رجل وتتنافس في مكانه، في سباق سيارات عبر الصحراء الكبرى التي لا ترحم.

## أحداث الفيلم
بعد وفاة والدها على أثر حادث مروري، الشابة ديل (بروك شيلدز) تأخذ مكانه في سباق السيارات العابرة الأفريقية متنكرة في شخصية شاب عبر الصحراء الكبرى ، ولكن ينتهي اختطافهم من قبل الشيخ الصحراء.

## فريق التمثيل
- بروك شيلدز في دور ديل جوردون
- لامبرت ويلسون في دور الشيخ أحمد الجعفر
- هورست بوتشولز في دور هاينريش فون جليسينج
- جون ريس ديفيز في دور رسول
- جون ميلز في دور كامبريدج
- رونالد لاسي في دور بيغ
- كليف بوتس في دور سترينغ
- بيري لانغ في دور آندي
- تيرينس هاردمان في دور النقيب براوني
- ستيف فورست في دور آر جي جوردون
- توفيا تافي في دور إنريكو برتوتشيلي
- ديفيد لودج في دور إوينج
- بول ماكسويل في دور تشيس
- يوسف شيلوح في دور حليف

## روابط خارجية
- صحراء على موقع IMDb (الإنجليزية)
- صحراء على موقع روتن توميتوز (الإنجليزية)
- صحراء على موقع نتفليكس (الإنجليزية)
- صحراء على موقع ألو سيني (الفرنسية)
- صحراء على موقع Turner Classic Movies (الإنجليزية)
- صحراء على موقع أول موفي (الإنجليزية)
- صحراء على موقع بوكس أوفيس موجو (الإنجليزية)
- صحراء على موقع فيلمافينيتي (الإسبانية)
- صحراء على موقع قاعدة بيانات الأفلام السويدية (السويدية)
- صحراء على موقع قاعدة بيانات الفيلم (الإنجليزية)
- صحراء  على موقع أول موفي.